# 淡马锡星章
淡马锡星章于1970年设立，是新加坡最高荣誉奖章。
淡马锡星章可以授予在极度危险中执行任务，并显示出过人的勇敢与能力的新加坡武装部队、警察部队或者民防部队成员。此奖章可以在死后追赠。